# コロラド・バッファローズ

コロラド・カラーのビッグ12のロゴ

コロラド・バッファローズ（英: Colorado Buffaloes）は、アメリカ合衆国のコロラド大学ボルダー校のスポーツ競技チーム。NCAAディビジョンI所属。

## 競技チーム
| 男子スポーツ                            | 女子スポーツ     |
| --------------------------------------- | ---------------- |
| バスケットボール                        | バスケットボール |
| クロスカントリー                        | クロスカントリー |
| フットボール                            | ゴルフ           |
| ゴルフ                                  | ラクロス         |
| 陸上†                                   | サッカー         |
|                                         | テニス           |
|                                         | 陸上†            |
|                                         | バレーボール     |
| 男女混合スポーツ                        |                  |
| スキー                                  |                  |
| †屋外競技チームと室内競技チームがある。 |                  |